# Brooklyn Decker
Brooklyn Danielle Decker (ur. 12 kwietnia 1987 w Kettering) – amerykańska modelka i aktorka.

## Życiorys

### Wczesne lata
Urodziła się w Kettering w Ohio jako córka Tessy (z domu Moore), pielęgniarki i Stephena Deckera, sprzedawca rozruszników serca. Ma młodszego brata Jordana. Razem ze swoją rodziną przeprowadziła się do Middletown w Ohio, a następnie do Matthews w Karolinie Północnej na przedmieściach Charlotte.
Jako nastolatka została odkryta w centrum handlowym w Charlotte i rozpoczęła karierę modelki jako twarz Mauri Simone, producenta sukienek na studniówkę. Zdobyła nagrodę Modelki Roku 2003 na Connections Model and Talent Convention.

### Kariera
Była na okładkach takich magazynów jak „Teen Vogue”, „Sports Illustrated”, „Elle”, „GQ”, „Cosmopolitan”, „Glamour”, „Esquire” i „Women’s Health”. Wzięła udział w kampanii Gap Inc. i Victoria’s Secret. Wystąpiła w teledysku 3 Doors Down oraz reklamie Carolina Panthers.
W 2013 została nazwana jedną z „100 najgorętszych kobiet wszech czasów” przez „Men’s Health”.

## Życie prywatne
17 kwietnia 2009 wyszła za mąż za tenisistę Andy’ego Roddicka. Mają dwoje dzieci: syna Hanka (ur. 30 września 2015) i córkę Stevie (ur. 2017).

## Filmografia

### Filmy
- 2006: Diabeł ubiera się u Prady jako paryska modelka
- 2009: Człowiek sukcesu jako kobieta na spacerze
- 2011: Żona na niby jako Palmer Dodge
- 2012: Battleship: Bitwa o Ziemię jako Samantha „Sam” Shane
- 2012: Jak urodzić i nie zwariować jako Skyler Cooper

### Seriale TV
- 2009: Chuck jako Job Applicant
- 2009: Bananowy doktor jako Rachel Ryder
- 2009: Brzydula Betty jako Lexie
- 2010: Dom nie do poznania w roli samej siebie
- 2012: Wirtualna liga jako Gina Gibiatti
- 2013: Jess i chłopaki jako Holly
- 2014: Inni mają lepiej jako Jules Talley
- 2015: Grace i Frankie jako Mallory Hanson